# Пригородный (Ленинградская область)
При́городный — посёлок в Гатчинском муниципальном округе Ленинградской области.

## История
По данным 1966 года посёлок Пригородный в составе Гатчинского района не значился.
По данным 1973 года посёлок Пригородный являлся административным центром Пригородного сельсовета Гатчинского района, в состав которого входили 13 населённых пунктов: деревни Виркино, Заборье, Ковшово, Коргузи, Малое Замостье, Мыза, Пижма, Пустошка, Раппола, Сабры; посёлки Новый Свет, Пригородный, Торфяное.
По данным 1990 года в состав Пригородного сельсовета входили 7 населённых пунктов: деревни Коргузи, Малое Замостье, Пустошка, Сабры; посёлки Новый Свет, Пригородный, Торфяное, общей численностью населения 8231 человек Административным центром сельсовета был посёлок Новый Свет (6200 чел.).
В 1997 году в посёлке проживали 426 человек, в 2002 году — 442 человека (русские — 89%), в 2007 году — 518.

## География
Посёлок расположен в северной части района на автодороге Р23 «Псков» (E 95, Санкт-Петербург — граница с Беларусью) в месте пересечения её автодорогой 41К-100 (Гатчина — Куровицы).
Расстояние до административного центра поселения, посёлка Новый Свет — 6 км.
Расстояние до районного центра — 3 км.

## Демография
| 2007 | 2010 | 2017 |
| ---- | ---- | ---- |
| 518  | ↘504 | ↗577 |

### Национальный состав
Согласно данным Всероссийской переписи населения 2021 года в посёлке проживали 545 человек, из них:
русские — 500, армяне — 10, узбеки — 6, азербайджанцы — 2, финны — 2, белорусы — 1, киргизы — 1, украинцы — 1, хакасы — 1, цыгане — 1, другие национальности — 3 человека, остальные национальность не указали.

## Предприятия и организации
- Производство и продажа продуктов питания
- Магазины
- Автосервис

## Транспорт
От Гатчины до Пригородного можно доехать на автобусах № 10, 151, 151Д, 534, 534А, 535, 538.

## Улицы
1-й переулок, 2-й переулок, Весёлая, Вырицкое шоссе, Зелёная, Ленэнерго, массив Ленэнерго, Садовая, Тосненская ветка 4 км, Центральная, Энергетиков.